# Albert C. Willford
Albert Clinton Willford (* 21. September 1877 in Vinton, Iowa; † 10. März 1937 in Waterloo, Iowa) war ein US-amerikanischer Politiker. Zwischen 1933 und 1935 vertrat er den Bundesstaat Iowa im US-Repräsentantenhaus.

## Werdegang
Albert Willford besuchte die öffentlichen Schulen seiner Heimat einschließlich der Tilford’s Academy. Danach war er zwischen 1900 und 1907 als Ingenieur für die Electric Light, Power and Water Company in Vinton tätig. Im Jahr 1907 zog er nach Waterloo, wo er bis 1910 mit der Eisherstellung beschäftigt war. Danach stieg er in den Handel mit Saatgut und Futtermitteln sowie in den Kohlehandel ein. Zwischen 1918 und 1930 war Willford Kurator der Bücherei von Waterloo. Von 1922 bis 1924 war er im Black Hawk County Mitglied der Kommission zur Geschworenenauswahl (Jury Commission). Ein Jahr lang fungierte er als Präsident der Ingenieursvereinigung von Iowa (Iowa Stationary Engineers Association). Zwischen 1927 und 1929 war Willford sowohl in seinem Staat Iowa als auch auf Bundesebene Direktor der Izaak Walton League of America, einer 1922 gegründeten Umweltorganisation. Willford war von 1923 bis 1927 auch Präsident des Baseball-Vereins seines Wohnortes Waterloo.
Politisch war Willford Mitglied der Demokratischen Partei. Bei den Kongresswahlen des Jahres 1932 wurde er im dritten Wahlbezirk von Iowa in das US-Repräsentantenhaus in Washington, D.C. gewählt. Dort trat er am 4. März 1933 die Nachfolge des Republikaners Thomas J. B. Robinson an, den er bei der Wahl geschlagen hatte. Willfords Wahl war Teil eines bundesweiten Trends zu Gunsten der Demokraten, der mit der Wahl von Franklin D. Roosevelt zum US-Präsidenten seinen Höhepunkt fand. Da er bereits im Jahr 1934 dem Republikaner John W. Gwynne unterlag, konnte er bis zum 3. Januar 1935 nur eine Legislaturperiode im Kongress absolvieren. In dieser Zeit wurden dort die ersten New-Deal-Gesetze beraten und verabschiedet.
Nach dem Ende seiner Zeit im Repräsentantenhaus widmete sich Albert Willford wieder seinen privaten und geschäftlichen Interessen in Waterloo. Im Jahr 1936 kandidierte er erfolglos für eine Rückkehr in den Kongress. Er starb am 10. März 1937. Bis 1986, als David R. Nagle gewählt wurde, sollte Willford der letzte Demokrat bleiben, der den dritten Distrikt von Iowa im Kongress vertrat.